# MLB Draft
Der MLB Draft, auch bekannt als Rule 4 Draft, ist eine Veranstaltung der Baseballliga MLB, bei der die Teams der Liga Rechte an verfügbaren Amateur- und Jugendspielern erwerben können. Im Gegensatz zu den anderen nordamerikanischen Top-Ligen National Basketball Association, National Football League und National Hockey League findet der MLB Draft während der laufenden Spielzeit statt. 

## Geschichte
Der erste Draft der Major League Baseball fand im Juni 1965 statt. Ursprünglich gab es drei verschiedene Drafts pro Jahr. Zunächst konnten im Januar High School und College-Spieler, die im Winter ihren Abschluss gemacht hatten, gewählt werden. Anschließend folgte im Juni der mit Abstand größte Draft mit der Auswahl der High-School- und College-Spieler unmittelbar nach Beendigung der Vorsaison im Juniorenbereich. Ein dritter und letzter Draft wurde im August für Spieler abgehalten, die an Amateur-Sommerturnieren teilnahmen. Während dieser dritte Draft nach nur zwei Jahren wieder eingestellt wurde und auch der Januar-Draft bereits 1986 zum letzten Mal ausgetragen wurde, findet der Draft im Juni seit 1965 jährlich statt. Während es vor allem in den ersten Jahren des Drafts zu großen Unterschieden in der Bewertung der Leistungen und somit der Auswahl von High-School- und College-Spielern kam, besteht mittlerweile kaum noch ein Unterschied zwischen diesen beiden Gruppen, was die Anzahl gewählter Spieler im Draft selbst, wie auch in der Anzahl der MLB-Einsätze im Laufe ihrer Karriere angeht.

## Der Draft
Der MLB Draft weist einige Besonderheiten gegenüber den Drafts der anderen Top Ligen auf. Zum einen laufen die Spieler in der Regel zunächst einige Jahre in den Minor Leagues auf, während in der NHL, NBA und der NFL ausgewählte ("drafted") Spieler verhältnismäßig schnell für ihre Vereine spielen. Zum anderen werden im MLB Draft deutlich mehr Spieler ausgewählt als in den anderen Ligen. Wurden im MLB Draft 2006 in 50 Runden 1.503 Spieler ausgewählt, so waren es in den anderen Ligen maximal bis zu 250. Wegen der Größe des Drafts erreicht nur ein Bruchteil der Juniorenspieler jemals die MLB. Selbst in der ersten Draftrunde gibt es eine enorme Durchlässigkeit. So schafften von den ersten 53 im MLB Draft 1997 ausgewählten Spielern nur 31 den Sprung in die Major Leagues. In der sechsten Runde desselben Draftes schafften dies nur fünf der 31 Spieler. 
Dennoch gibt es auch immer wieder Ausnahmen. So wurde der US-Amerikaner David Eckstein, der 1997 in der 19. Runde als insgesamt 581. Spieler ausgewählt wurde, unter anderem zum wertvollsten Spieler der World Series ernannt und spielte mehrfach im MLB All-Star Game. Sein Landsmann Orlando Hudson, 1997 erst in der 43. Runde als insgesamt 1280. ausgewählter Spieler, gab am 24. Juli 2002 sein MLB-Debüt für die Toronto Blue Jays.

### Draftreihenfolge
Die Draft-Reihenfolge wird seit 2023 durch ein Lotteriesystem bestimmt, bei dem die Teams, die im Vorjahr die Postseason nicht erreicht haben teilnehmen, um die ersten sechs Picks zu ermitteln. Das Team mit der schlechtesten Bilanz hat die besten Chancen auf den ersten Platz. Vor 2023 basierte die Draft-Reihenfolge auf dem Tabellenstand der Vorsaison, wobei das schlechteste Team die erste Wahl erhielt.